# Buczek (powiat szczecinecki)
Buczek – osada w Polsce położona w województwie zachodniopomorskim, w powiecie szczecineckim, w gminie Szczecinek.